# 컬럼바이트
컬럼바이트(columbite)는 니오바이트(niobite), 니오바이트-탄탈라이트(niobite-tantalite), 콜럼베이트(columbate)라고도 불리며 일반적인 화학식은 (FeII,MnII)Nb2O6이며 나이오븀의 광석인 흑색 광물군이다. 아금속 광택이 있고 밀도가 높으며 철과 망간의 니오브산염이다. 니오바이트는 우주, 건설 및 의료 산업에 많은 응용 분야를 가지고 있다. 컬럼바이트 광물 연대 측정은 주로 느린 과정인 우라늄 납(U-Pb) 연대 측정을 통해 완료된다.
컬럼바이트는 탄탈라이트와 동일한 조성과 결정 대칭성(사방정계)을 가지고 있다. 실제로 두 광물은 많은 광물 가이드에서 컬럼바이트-탄탈라이트 또는 콜탄이라고 불리는 반단일 광물 시리즈로 함께 그룹화되는 경우가 많다. 그러나 탄탈라이트의 비중은 컬럼바이트의 5.2에 비해 8.0 이상으로 컬럼바이트보다 훨씬 크다. 컬럼바이트의 형성은 광물의 결정 구조와 환경 영향에 영향을 미치는 존재하는 금속의 농도에 따라 달라진다.
컬럼바이트는 타피올라이트의 다형체이다. 화학적 조성은 동일하지만 결정 대칭성이 다르다. 컬럼바이트의 경우 사방정계이고 타피올라이트의 경우 정방정계이다. 기록된 가장 큰 컬럼바이트 단결정은 두께가 6mm(0.24인치)이고 길이가 76cm × 61cm(30인치 × 24인치)인 판으로 구성되어 있다.
컬럼바이트에는 다양한 양의 토륨과 우라늄이 포함되어 있어 방사성을 띠고 있다. 탄탈륨이 지배적인 컬럼바이트 종인 콜탄은 규제되지 않은 작업 조건으로 인해 환경과 인간 건강에 위험을 안겨주는 장인과 소규모 광부들에 의해 채굴되는 경우가 많다.

## 같이 보기
- 콜탄
- 광물 목록